# Lutte armée
 (août 2009).
Si vous disposez d'ouvrages ou d'articles de référence ou si vous connaissez des sites web de qualité traitant du thème abordé ici, merci de compléter l'article en donnant les références utiles à sa vérifiabilité et en les liant à la section « Notes et références ».
 (août 2009).
- Si vous ne connaissez pas le sujet, laissez ce bandeau (vous pouvez alors contacter les auteurs).
- Si vous supprimez le contenu mis en cause (vous pouvez préalablement contacter les auteurs),

argumentez précisément cette suppression dans la page de discussion
(un manque de référence n'est pas un argument ; une recherche réelle de référence doit avoir été effectuée, être formellement documentée).
Le terme de lutte armée, pris au sens littéral, désigne tout type de conflit utilisant des armes, y compris la guerre ou les formes violentes de révolution et de révolte.
De manière plus spécifique, l'expression est généralement utilisée pour caractériser différentes formes de la guerre asymétrique - incluant la guérilla ou le terrorisme, et impliquant souvent des forces non conventionnelles - pratiquée par des groupes armés ne relevant pas de l'armée régulière, pouvant être des groupes paramilitaires insurgés ou des milices, agissant éventuellement dans un contexte de résistance armée, de guerre d'indépendance, de guerre civile ou simplement de forte violence sociale. Ce type d'actions inclut les attentats.
Le terme est fréquemment utilisé par divers groupes légalement considérés comme terroristes, pour caractériser leurs propres actions.

## Exemples de groupes non étatiques ayant pratiqué des actions qualifiées de lutte armée
- Chouans durant la Révolution française
- Chemises rouges à l'époque du risorgimento
- Divers groupes anarchistes ayant pratiqué la propagande par le fait, notamment à la fin du XIXe siècle
- L'ensemble des groupes ayant participé à la Résistance dans l'Europe occupée par les nazis (FFI, 1940-1944)
  - Forces françaises de l'intérieur (1940-1944)
  - Partisans yougoslaves (1941-1945)
  - Tchetniks (1941-1945)
- Werwolf (1945)
- Pays basque et liberté (ETA, depuis 1959)
- Organisation armée secrète (OAS, années 1960)
- Armée républicaine irlandaise (IRA, 1919-)
- Front de libération nationale de la Corse (FLNC, 1976-)
- Front de libération du Québec (FLQ, 1970)
- Mouvement Ibérique de Libération (MIL, 1970-1973)
- Groupes d'Action Révolutionnaire Internationalistes (GARI, 1973-1977)
- Armée de libération symbionaise (ALS, 1973-1975)
- Armée secrète arménienne de libération de l'Arménie (ASALA, 1975-1997)
- Umkhonto we Sizwe (Afrique du Sud, 1961-1990)
- Noyaux armés pour l'autonomie populaire (NAPAP, 1977-1978)
- Fraction armée rouge (RAF, 1970-1993)
- Forces libanaises (1976-1990)
- Tigres Tamouls (1976-2009)
- Action directe (AD, 1979-1987)
- Contras (années 1980)
- Armée zapatiste de libération nationale (EZLN, depuis 1994)
- Hezbollah (1982-…)
- Cellules communistes combattantes (CCC, Belgique, 1983-1985)
- Brigades rouges (BR, depuis 1969)
- Groupe islamique armé (GIA, années 1990)
- Al-Qaïda (depuis les années 1990)
- Groupe Charles-Martel (1975-1983)

## Actions individuelles
Le terme de "lutte armée" peut également servir pour qualifier des actions violentes pratiquées par un individu isolé, de manière organisée et dans un but politique déterminé, que ce soit dans le cadre d'actions régulières ou bien pour accomplir un acte unique.
Exemple de personnes ayant pu concevoir leur(s) action(s) dans le cadre d'une campagne de « lutte armée » :
- Émile Henry (Paris, 1892)
- Audry Maupin (Paris, 1994)
- Theodore Kaczynski, dit « Unabomber » (États-Unis, 1978-1996)
- Timothy McVeigh (Oklahoma City, 1995)